# KOSC
KOSC is een Nederlandse amateurvoetbalclub uit Ootmarsum in de Nederlandse provincie Overijssel, opgericht in 1933. Het eerste elftal speelt in de Vierde klasse zondag (seizoen 2020/21).
KOSC telt 11 seniorenteams (waarvan 1 dames), 11 juniorenteams (waarvan 1 meisjes), 16 pupillenteams en een zaalvoetbalafdeling met 2 teams en 1 recreatief team. KOSC speelt op sportpark 'n Tooslag in Ootmarsum.

## Historie
O.S.C Onder deze naam, die zoveel als Ootmarsumse Sport Club moet hebben betekend, speelde een voorloper van de voetbalvereniging KOSC in de jaren twintig voetbalwedstrijden tegen clubs uit de buurt. In 1927 had zich een elftal gevormd bestaande uit spelers zoals Bernard Schulten, Herman van Zuilekom, Toon Moekate, Theo en Herman Wilbers, Herman Veelders, Bernard van Benthem en Lud Urban. Allemaal achternamen die we nog steeds veelvuldig tegenkomen in Ootmarsum.
"Keploan, wie wilt met ne voetbalclub beginn; wi'j adviseur wodn?" Met deze vraag werd in juni 1933 kapelaan van Rossum geconfronteerd toen hij op het Kerkplein liep te brevieren. Een stel jongens stond gespannen te wachten op het antwoord. Toen het positief uitviel, was de Katholieke Ootmarsumse Sport Club op 20 juni 1933 geboren. Aanvankelijk kon alleen nog maar met junioren worden gespeeld, maar drie jaar later, in 1936, kon er ook een seniorenelftal worden geformeerd. Dat eerste senioren elftal trad op 8 maart 1936 aan tegen Dinkelland. Het voetbalveld was bij "de Vinke" aan de Oldenzaalsestraat.
KOSC kan terugzien op een rijke historie waarin midden jaren 80 een periode was met een gouden randje. Het 1ste elftal van KOSC wist in die tijd zelfs een korte periode te verblijven in de 2e klasse van de KNVB. Deze periode van grote successen viel in 1983 samen met onder meer het gouden 50-jarig bestaan van de club dat groots werd gevierd. Helaas degradeerde het 1ste elftal van KOSC in de beginjaren '90 naar de 1e klasse van de toenmalige TVB, thans 5de klasse KNVB.
In 1993 werd het 60-jarig bestaan, mede door de aanstaande ingebruikname van een nieuw voetbalcomplex, gevierd.
In 1995 werd een absoluut hoogtepunt bereikt toen in dat voorjaar de verhuizing plaatshad van het huidige "Plan Vinke I" naar sportpark "’n Tooslag". Een modern geoutilleerd sportpark waar jarenlang op is gewacht en dat voldoet aan de eisen van de hedendaagse amateurvoetbalsport. Het clubgebouw, dat bij de officiële opening is opgedragen aan de vele vrijwilligers die de club rijk is, is geheel tot stand gekomen met eigen mensen en middelen.
In 2003 werd onder leiding van Martin Welman het kampioenschap behaald in de 5de klasse en volgde promotie naar de 4de klasse. Na 2 jaar in de 4e klasse te hebben gespeeld volgde degradatie naar de 5e klasse. Onder leiding van Koos de Wals werd vervolgens in 2006 (5e klasse) en in 2007 (4e klasse) het kampioenschap behaald en speelde KOSC voor het eerst sinds 1993 weer in de 3e klasse van de KNVB. Na 3 jaar in de 3e klasse degradeerde KOSC weer naar de 4e klasse. Na weer één jaar in de 4de klasse te hebben gespeeld werd onder leiding van Marcel Degenaar het kampioenschap behaald in de 4e klasse in 2011. KOSC behaalde in het seizoen 2011/2012 in de 3e klasse A de eerste periodetitel en wist deze periodetitel in de nacompetitie te verzilveren met een promotie naar de Tweede klasse J. Weer een hoogtepunt in de rijke clubhistorie. Dit avontuur bleef helaas beperkt tot 1 seizoen, waardoor KOSC in het seizoen 2013/2014 weer in de 3e klasse actief was. In dit seizoen 2013/2014 werd echter direct weer promotie afgedwongen in de nacompetitie, waardoor KOSC in het seizoen 2014/2015 wederom in de 2e klasse speelt.
KOSC is de laatste jaren flink gegroeid en telt inmiddels meer dan 700 leden. In het seizoen 2012/2013 nam KOSC met een record aantal teams van 48 deel aan de competitie.

## Competitieresultaten 1962–2018
| 5 2B |

| 1 2B |

| 2 1A |

| 5 1B |

| 10 1B |

| 3 2B |

| 2 2B |

| 6 1B |

| 5 1B |

| 2 1B |

| 1 1B |

| 2 4A |

| 3 4A |

| 12 4B |

| 5 1B |

| 5 1B |

| 7 1A |

| 2 1B |

| 4 1B |

| 5 1B |

| 1 1B |

| 2 4B |

| 2 4B |

| 2 4B |

| 1 3A |

| 6 2B |

| 4 2B |

| 9 2B |

| 11 2B |

| 3 3A |

| 9 3A |

| 12 3A |

| 9 4B |

| 12 4B |

| 9 1B |

| 4 5B |

| 4 5B |

| 4 5A |

| 7 5A |

| 5 5A |

| 7 5A |

| 1 5A |

| 10 4A |

| 11 4A |

| 1 5A |

| 1 4A |

| 3 3A |

| 9 3A |

| 11 3A |

| 1 4B |

| 4 3A |

| 13 2J |

| 2 3A |

| 10 2J |

| 12 2J |

| 14 2J |

| 14 3A |

| - 4A |

| Tweede klasse | Derde klasse | Vierde klasse | Vijfde klasse | Eerste klasse TVB | Tweede klasse TVB |

In elke staaf van de grafiek staat van boven naar beneden vermeld: 
- Eindnotering

Dit is de positie die de club heeft bereikt in de competitie, zonder eventuele beslissings-, play-off- of nacompetitiewedstrijden die nodig zijn geweest om bijvoorbeeld de kampioen van de competitie te bepalen.
Indien een * achter het getal staat is de notering een tussenstand en kan het zijn dat de notering niet overeenkomt met de uiteindelijke eindstand van de competitie.
Staat er een - dan is het seizoen nog bezig en is er geen definitieve uitslag bekend.
Staat er xx op de positie van de notering, dan heeft de club vroegtijdig de competitie verlaten. Dit kan onder andere komen door terugtrekking van het team, faillissement van de club of door een uitgedeelde straf van de KNVB. In veel gevallen staat elders in het artikel de reden vermeld.
Staat er een ? dan is het resultaat uit het verleden onbekend, en is alleen de competitie of het niveau bekend van dat seizoen.
In de seizoenen 2019/20 en 2020/21 werd wegens de coronacrisis het amateurvoetbal afgebroken. Daardoor kennen deze staven geen eindklassering (middels -- weergegeven).
- Competitieniveau en afdelingsletter of Officiële eindstand Eredivisie
  - Competitieniveau en afdelingsletter

Hierbij geeft het getal het niveau weer, dat ook terug te vinden is in de legenda. De letter is de afdelingsaanduiding en wordt gebruikt wanneer er meer afdelingen zijn op hetzelfde niveau. De afdelingsletter is altijd een hoofdletter en wordt meestal zonder nummer gebruikt.
Voorbeeld: 2F is niveau 2e klasse competitie F.
Het competitieniveau en nummer wordt niet vermeld wanneer er slechts één competitie van dit niveau was.
  - Officiële eindstand Eredivisie (getal staat tussen haakjes vermeld)

Sinds de introductie van play-offwedstrijden voor Europees voetbal na afloop van de reguliere competitie in 2005/06, is de KNVB verplicht een eindstand van de Eredivisie door te geven aan de UEFA aan de hand van deze play-offwedstrijden.
Bij deze eindstand staan clubs die zich hebben gekwalificeerd voor Europees voetbal hoger dan clubs die zich niet wisten te kwalificeren. Indien er geen verschil was tussen de eindnotering en de officiële eindstand, staat dit getal niet vermeld.

- Onderafdeling

Hier staat afgekort de naam van de onderafdeling indien de club in dat jaar in een onderafdeling uitkwam. Tevens staat deze afkorting in de legenda en wordt gelinkt naar het artikel over deze onderafdeling. Deze afkorting wordt alleen vermeld wanneer de club in het verleden in verschillende onderafdelingen heeft gespeeld. Deze vermelding is in de staaf altijd in kleine letters. Deze onderafdelingen zijn na het seizoen 1995/96 afgeschaft. Heeft de club in slechts één onderafdeling gespeeld, dan is dit alleen terug te vinden in de legenda.
Onder de staaf staat het jaartal vermeld waarin het seizoen is afgesloten. 15 verwijst naar het seizoen 2014/15 of eventueel het seizoen 1914/15.
Wanneer een staaf leeg is, zijn deze gegevens niet bekend. Het kan ook zijn dat de club dat seizoen niet heeft meegespeeld op het hogere amateurniveau, vroegtijdig de competitie heeft verlaten of uit de competitie is gezet.

In het seizoen 1944/45 was er wegens de Tweede Wereldoorlog geen regulier competitievoetbal.